# Iglesia catedral de la Resurrección
La Iglesia Catedral de la Resurrección es una catedral anglicana en el corazón de Lahore, Pakistán. Fue construida en el sector conocido como The Mall en 1887, frente al Tribunal Superior de Lahore . Es la sede de la diócesis de Lahore, de la Iglesia de Pakistán. La catedral tiene una arquitectura de estilo neogótico. El edificio fue construido en piedra arenisca de color rosa por el arquitecto John Oldrid Scott ( hijo de George Gilbert Scott). En 1898, se añadieron dos torres con campanarios elevados para el edificio, pero los campanarios fueron afectados después del terremoto de 1911 .
La Iglesia Catedral se conoce comúnmente por los locales como Kukar Girja debido a una veleta que se montó en la linterna central, uno de los puntos más altos.
Un tesoro de la Catedral es la antigua Cruz de Santo Tomás que los Nasranis o Cristianos de Santo Tomás obtuvieron de una excavación en 1935 cerca del sitio de la antigua ciudad de Sirkap. La estructura también es conocida por sus vidrieras, órgano de tubos, y un reloj que data de 1862.